# Sweet 75
Sweet 75 — группа, созданная Кристом Новоселичем после смерти Курта Кобейна в 1994 году. Коллектив выпустил один альбом и один сингл. В 2000 году группа распалась.

## История
В 1994 году, после смерти Курта Кобейна, Крист Новоселич вместе с венесуэльской уличной певицей Ивой Лас Вегас (с которой он познакомился на своём дне рождения) основывает группу «Sweet 75». Сначала Крист планировал лишь продюсировать певицу, но после нескольких написанных вместе песен они решают создать музыкальную группу. Название было взято из поэмы Теодора Ротке. В 1995 году они с барабанщиком Боби Лором дают несколько концертов и подписывают контракт со студией звукозаписи Geffen Records. 17 ноября 1996 года группа проводит концертный тур, организованный компанией Sea Monkey и названный Trucked Up Fuckstop. В этом же году Боби Лор переходит в группу «Ministry», и его место заменяет Билл Рифлин, но и он в скором времени покидает группу. Новым барабанщиком становится Адам Уэйд, с которым группа и записывает свой первый и единственный альбом Sweet 75 в 1997 году, предварительно выпустив сингл «Lay Me Down». В 1998 году Адам Уэйд покидает группу и коллектив временно распадается. В 1999 году в группу возвращается Уильям Рифлин. Он записывает несколько демо для второго альбома, но основатель группы Крист Новоселич, как и сам Рифлин, начинает уделять больше времени другим своим проектам. В 2000 году Рифлин опять покидает группу и его место занимает барабанщица Джин Мэйуэл. Дальнейшая работа группы над вторым альбомом закончилась в августе этого же года, после чего группа распалась из-за «творческих разногласий».

## Члены Группы
- Крист Новоселич — двенадцатиструнная гитара, аккордеон
- Ива Лас Вегас — бас-гитара, вокал
- Боби Лор — барабаны
- Уильям Рифлин — барабаны
- Адам Уэйд — барабаны
- Джин Мэйуэл — барабаны

## Дискография

### Альбомы
- «Sweet 75[англ.]» (1997), DGC

### Синглы
- «Lay Me Down» (1997)